# Reine
Reine je administrativno središte općine Moskenes u norveškom okrugu Nordland. Ribarsko selo nalazi se na otoku Moskenesøya u arhipelagu Lofotskoga otočja, iznad Arktičkog kruga, oko 300 kilometara jugozapadno od grada Tromsøa. Protestantska crkva iz 1890. godine nalazi se u selu.
Selo površine 0,28 četvornih kilometara ima populaciju od 297 stanovnika (2023.) i gustoću naseljenosti od 1061 stanovnika po četvornom kilometru. Novine „Lofotposten” izlaze u Svolværu i pokrivaju vijesti diljem Lofotskoga otočja, uključujući općinu Moskenes.
Reine je trgovačko mjesto od 1743. Bio je i središte lokalne ribarske industrije s flotom brodova i objektima za preradu i prodaju ribe. Bilo je i malo lake industrije. U prosincu 1941. Nijemci su spalili dio Reinea u znak odmazde za napad britanskih trupa na Lofotske otoke. Danas je turizam važan, a unatoč udaljenom položaju godišnje ga posjećuju tisuće ljudi. Selo je smješteno na rtu neposredno uz europsku cestu E10 koja prolazi kroz selo. Reine se nalazi odmah južno od Sakrisoye i Hamnøye.
„Allers”, najveći tjedni časopis u Norveškoj, odabrao je Reine kao najljepše selo u Norveškoj kasnih 1970-ih. Fotografija iznad Reinea s planine Reinebringen (nadmorska visina 448 metara) korištena je za naslovnu stranicu nekoliko turističkih brošura i knjiga. 
U 2016. – 2019. izgrađeno je kameno stubište do Reinebringena, što je planinu (koja se prije smatrala strmom, blatnom i teškom za penjanje) učinila lako dostupnom.

## Galerija
- Ribarske kuće
- Pogled na Reine
- Pogled iz zraka
- Pogled s vrha Reinebringena